# Communauté de communes Cœur de Bresse
Die Communauté de communes Cœur de Bresse war ein französischer Gemeindeverband mit der Rechtsform einer Communauté de communes im Département Saône-et-Loire in der Region Bourgogne-Franche-Comté. Sie wurde am 1. Januar 2014 gegründet und umfasste 20 Gemeinden. Der Verwaltungssitz befand sich im Ort Louhans.

## Historische Entwicklung
Der Gemeindeverband bestand seit dem 1. Januar 2014, nach der Fusion der Gemeindeverbände Canton de Louhans und Canton de Montret (mit Ausnahme von La Frette und Savigny-sur-Seille). Zusätzlich traten vier Gemeinden aus dem Kanton Beaurepaire-en-Bresse diesem Gemeindeverband bei.
Am 1. Januar 2017 wurde der Gemeindeverband mit der Cuiseaux Intercom’ zur neuen Bresse Louhannaise Intercom’ zusammengeschlossen.

## Ehemalige Mitgliedsgemeinden
1. Branges
2. Bruailles
3. La Chapelle-Naude
4. Le Fay
5. Juif
6. Louhans
7. Montagny-près-Louhans
8. Montcony
9. Montret
10. Ratte
11. Sagy
12. Saint-André-en-Bresse
13. Saint-Étienne-en-Bresse
14. Saint-Martin-du-Mont
15. Saint-Usuge
16. Saint-Vincent-en-Bresse
17. Simard
18. Sornay
19. Vérissey
20. Vincelles